# St. Andreas (Riede)
Die St.-Andreas-Kirche in Riede, Landkreis Verden, ist eine frühgotische Kirche. Die Gemeinde gehört zum Kirchenkreis Verden der Evangelisch-lutherischen Landeskirche Hannover.

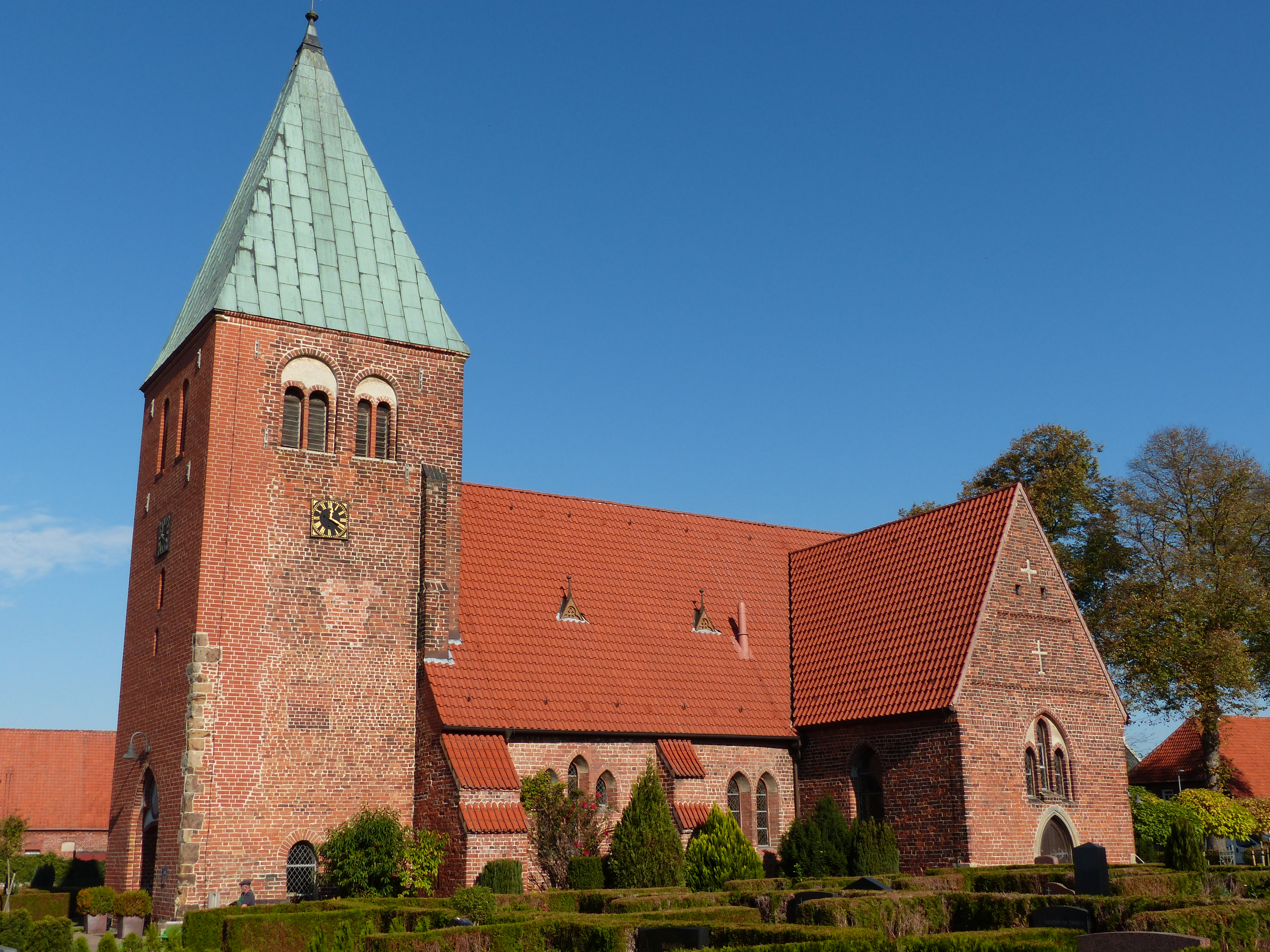
Andreaskirche mit frühgotischem Langhaus und spätgotischem Südquerhaus

## Geschichte

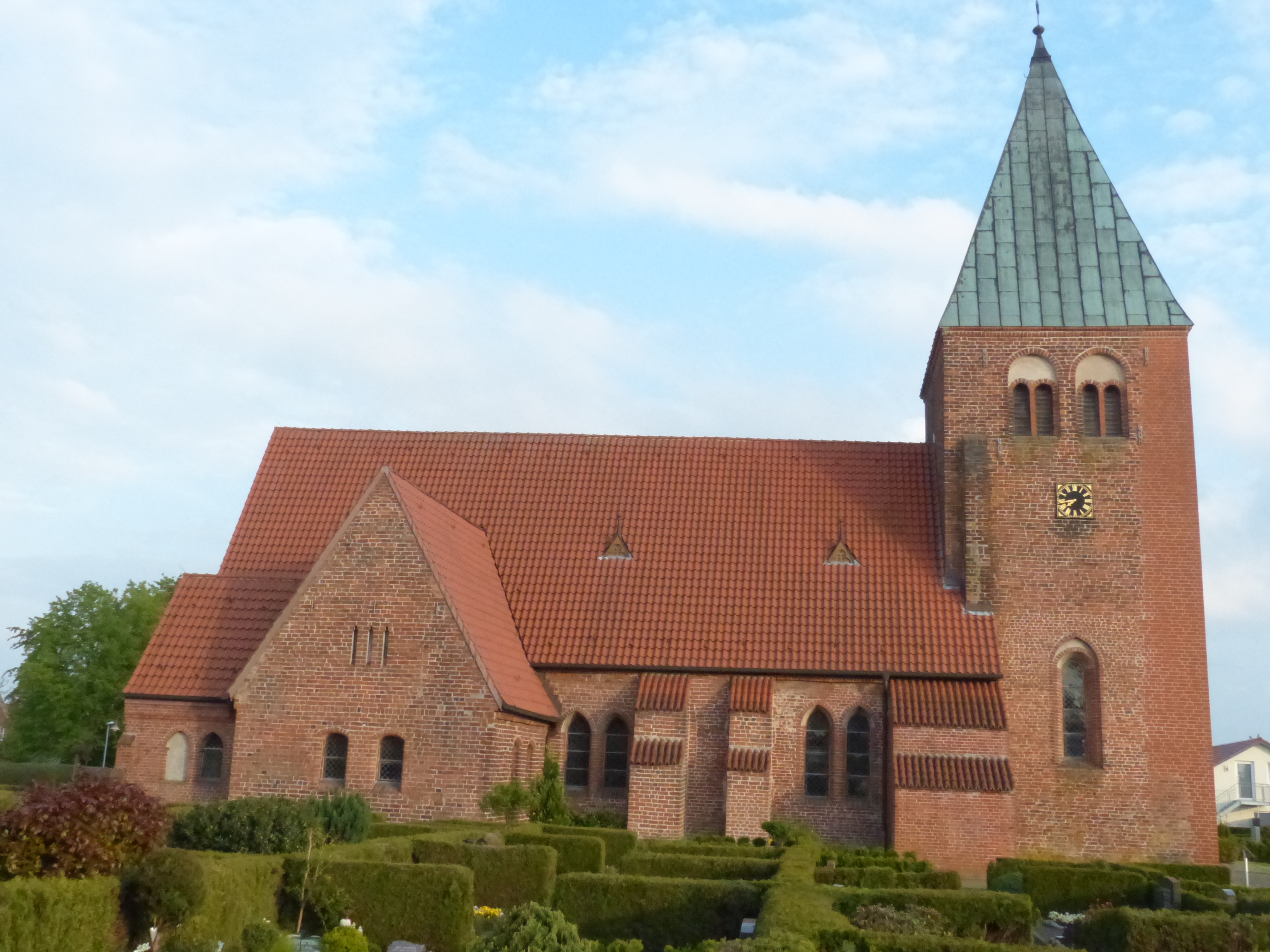
Auf der Nordseite wurde die alte Sakristei zum Querhaus; links daneben die neugotische heutige Sakristei

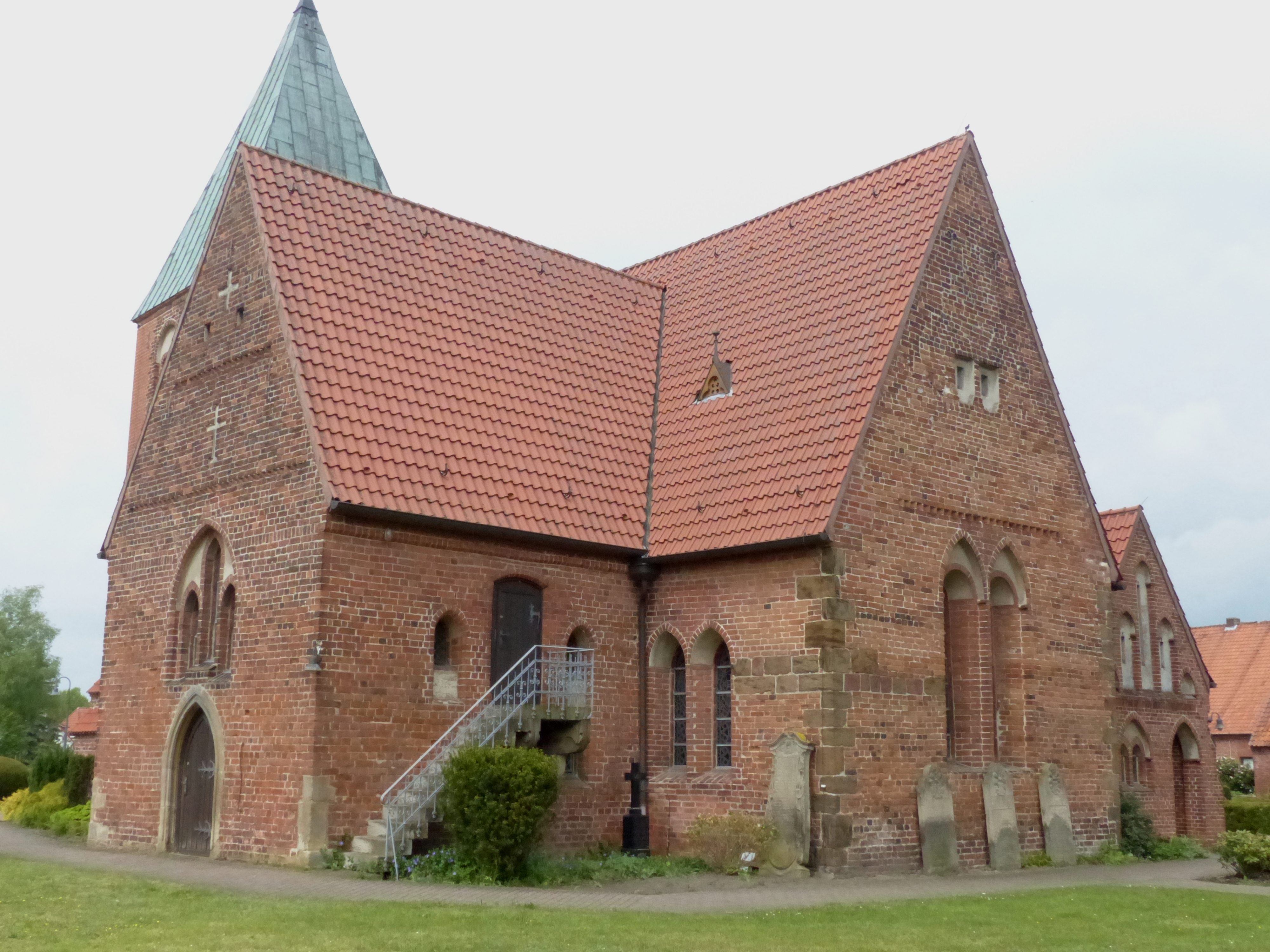
Spätgotisches Querschiff, frühgotischer Ostgiebel und neugotische Sakristei

Riede wurde 1058 erstmals urkundlich erwähnt. Vermutlich gab es eine erste, eventuell hölzerne Kirche. Um 1200 sind Verbindungen zum Erzbistum Bremen bezeugt.
Die jetzige, durchgehend gewölbte, frühgotische Saalkirche aus Backstein stammt im Kern aus dem 13. Jahrhundert. Von der Vorgängerkirche aus der Zeit um 1150 sollen noch die Sandsteinquader stammen, die später im unteren Bereich und an den Ecken der jetzigen Kirche eine neue Verwendung fanden. Um 1280 wurde die Backsteinkirche nach Norden erweitert durch die „olle Bichtkammer“ (Alte Sakristei) und erhielt um 1320 einen wuchtigen, quadratischen Turm mit einem hohen Zeltdach. Der Bau wurde 1521 durch die Neue Kirche erweitert, die der „ollen Bichtkammer“ (Beichtkammer) gegenüber angebaut wurde. Die Kirche erhielt dadurch ihren kreuzförmigen Grundriss. Im 19. Jahrhundert wurde die alte Sakristei zum Innenraum des Kirchenschiffs geöffnet und im Winkel zwischen ihr und dem Chor eine neue Sakristei angebaut.

## Ausstattung

### Altar
Der Altar entstammt der Renovierung von 1900. Man ersetzte damit den barocken Altar und gab dem neuen ein spätgotisches Ast-Kreuz aus der Zeit um 1400 als Altaraufsatz.
Vermutlich zwei Figuren des barocken Altars befinden sich hinter dem Taufstein. Es sind Moses und Aaron aus der 1. Hälfte des 17. Jahrhunderts. Der an seinen Hörnern erkennbare Moses hält die Tafeln der Zehn Gebote in Händen und Aaron trägt den Brustschild des Hohepriesters, auf dem 12 verschiedene Edelsteine die Zwölf Stämme Israels symbolisieren. In seiner Linken hielt er vermutlich ursprünglich ein Weihrauchfass.

### Kanzel

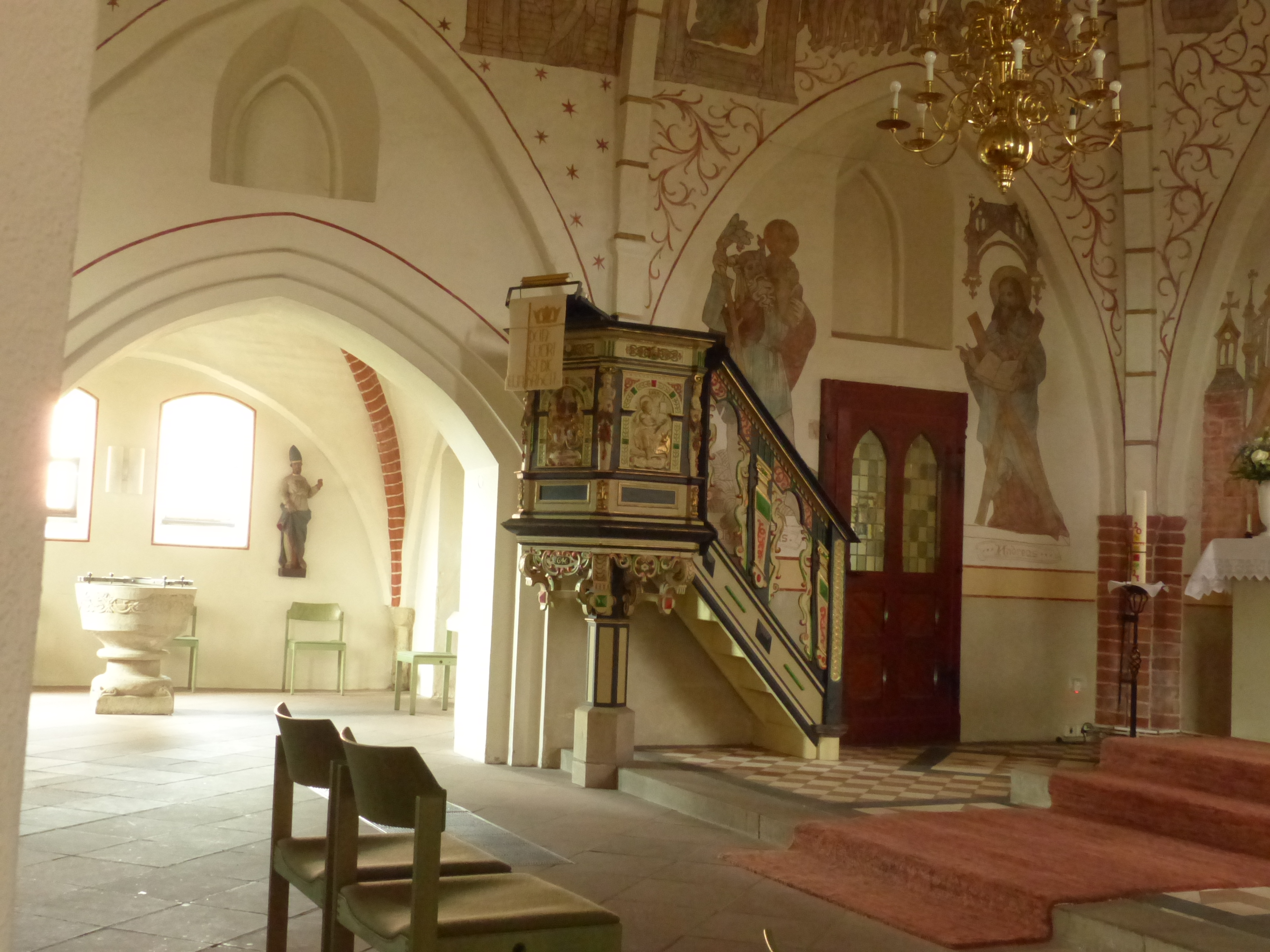
Nordwand des Chors mit Kanzel von 1646 und Blick in die ehemalige Sakristei

Die Kanzel ohne Schalldeckel stammt von 1646/47. Der Drost Johann von Langen stiftete sie aus Anlass seines 25. Dienstjubiläums sowie der Heirat seines Sohnes Friedrich mit einer von Prachow. Beider Wappen prangen am Kanzelkorb zwischen den kunstvollen Reliefs der vier Evangelisten.
Das Wappen derer von Langen, einst wohnhaft auf Gut Heiligenbruch, enthält eine Schafschere, zu finden auch im Wappen der Gemeinde Riede.

### Taufstein
Der romanische Taufstein entstammt der ersten Hälfte des 13. Jahrhunderts. Er wurde vor 1700 als Hühnertränke auf dem Hof des Pastors missbraucht, indem man ihm einen Teil des Randes abschlug, damit die Hühner besser an das Wasser kamen. Bei der Restaurierung 1958 vervollständigte man die Pokalform wieder und holte ihn in die „olle Bichtkammer“, die seitdem als Taufkapelle dient.

### Gewölbemalerei

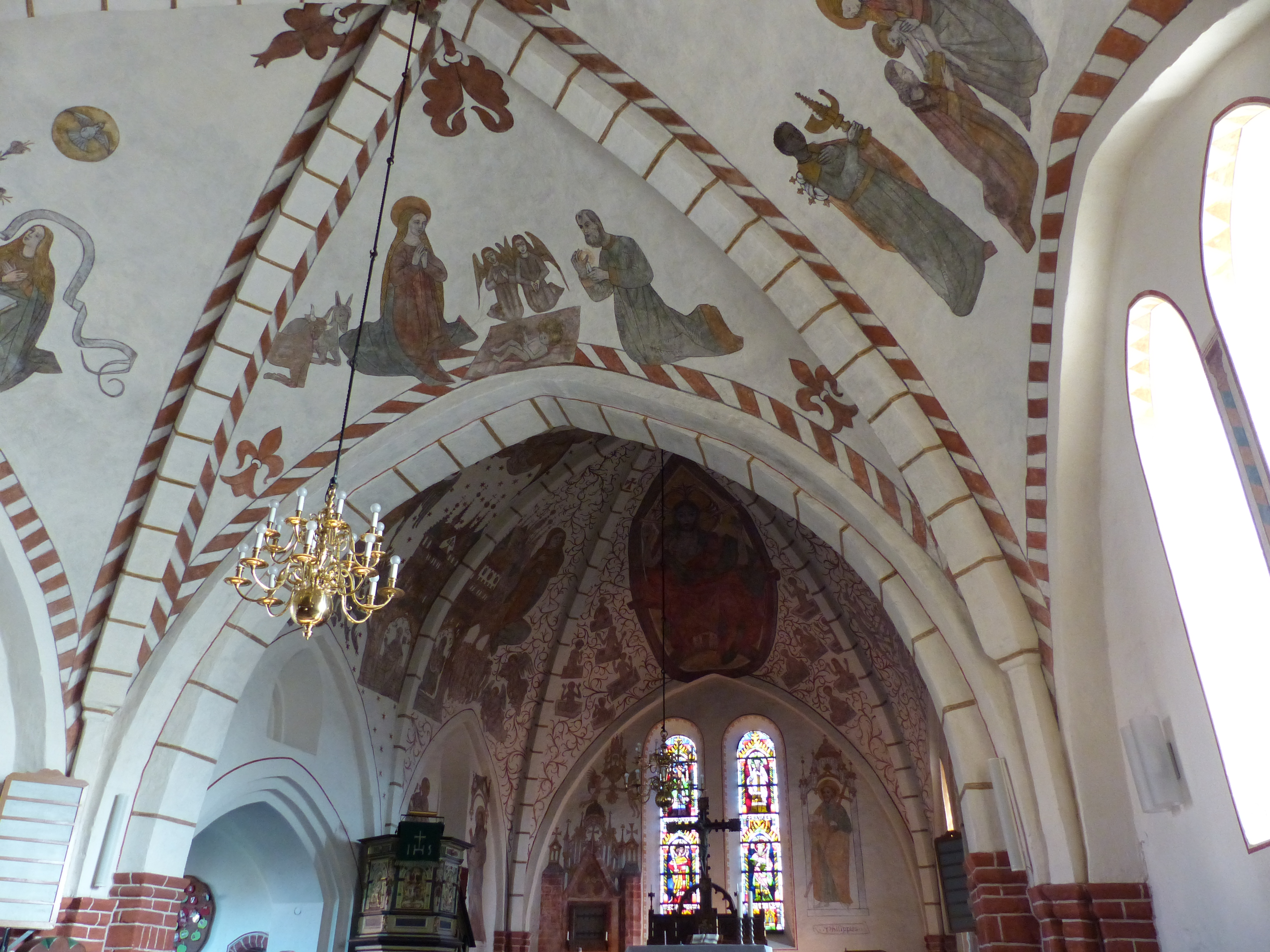
Im mittleren Joch oben Christi Geburt, im Chorjoch oben Christus als Weltenrichter, rechts unten Philippus

Der bedeutendste Schmuck der Kirche sind die Malereien der Gewölbe aus dem Ende des 15. Jahrhunderts, die Darstellungen im Chor stammen nach Fritz Garvens aus der Zeit nach der Pestwelle um 1350. In der Reformationszeit wurden sie übermalt und erst 1899/1900 wiederentdeckt, freigelegt und 1957/59 bei der Restaurierung der Kirche (erneut?) stark übermalt.
Im Chorgewölbe ist eingebunden in ein kappenfüllendes Rankenwerk ein erzählfreudiges Jüngstes Gericht dargestellt. Engel blasen zum Jüngsten Gericht. Christus der Weltenrichter, umgeben von der Mandorla, sitzend auf dem Regenbogen, die Füße auf der Weltkugel, hebt segnend seine Hände. Nach der Offenbarung des Johannes kommt ihm ein Schwert aus dem Mund, das Sinnbild der weltlichen Macht bzw. Gerechtigkeit und des Gerichts. In dem Darstellungen des Weltgerichts ist es nur zur Linken gerichtet, zu den Verdammten, während die Lilie, das Symbol der geistlichen Macht, der Reinheit und Gnade aus seinem Mund zu den Seligen gerichtet ist. Zur Rechten und zur Linken steigen die Menschen aus ihren Gräbern. Zur Rechten des Weltenrichters kniet Maria und zur Linken Johannes der Täufer. Beide haben ihre Hände fürbittend zu Christus erhoben.

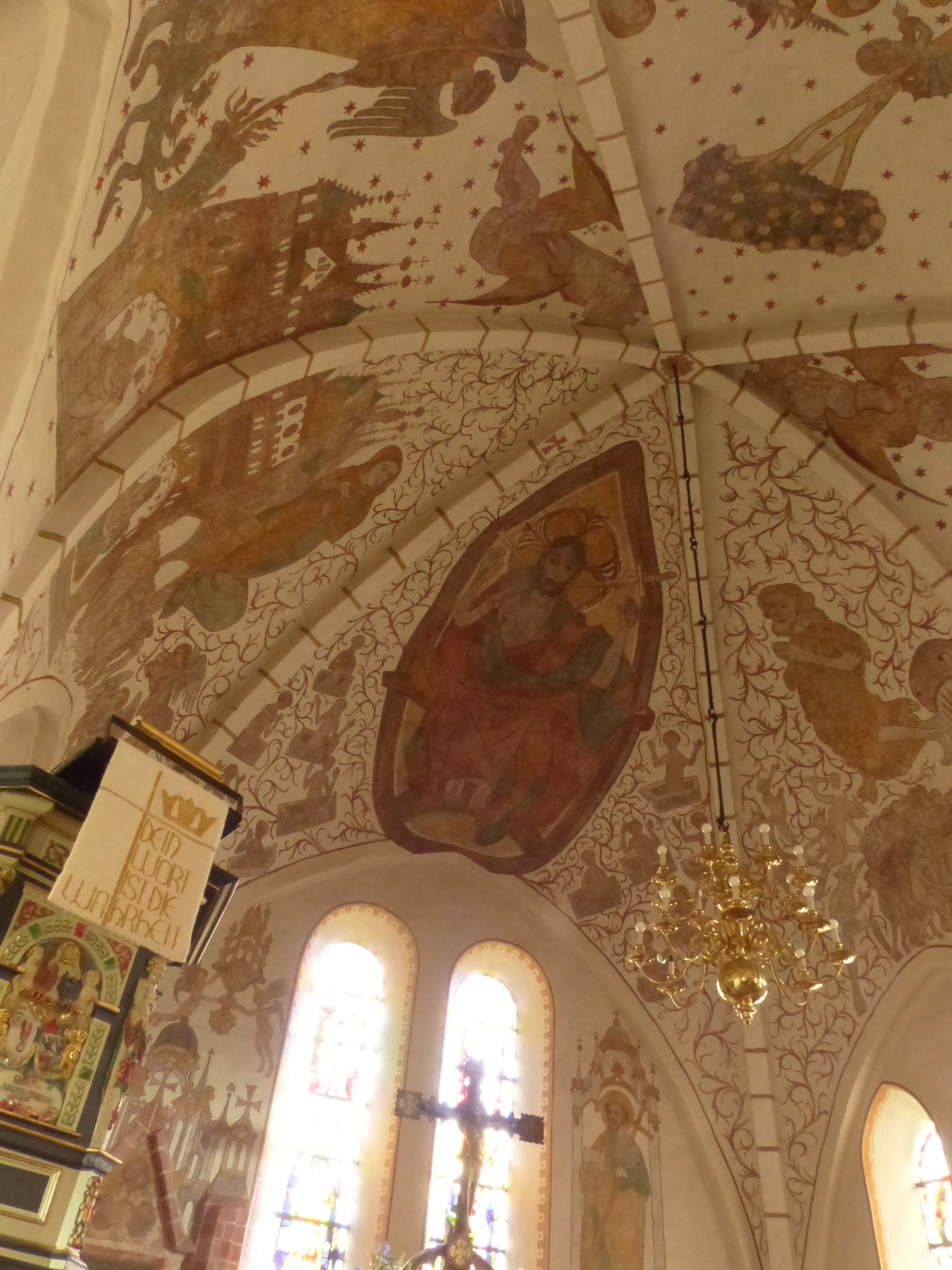
Sechsteiliges Chorgewölbe, thronender Christus
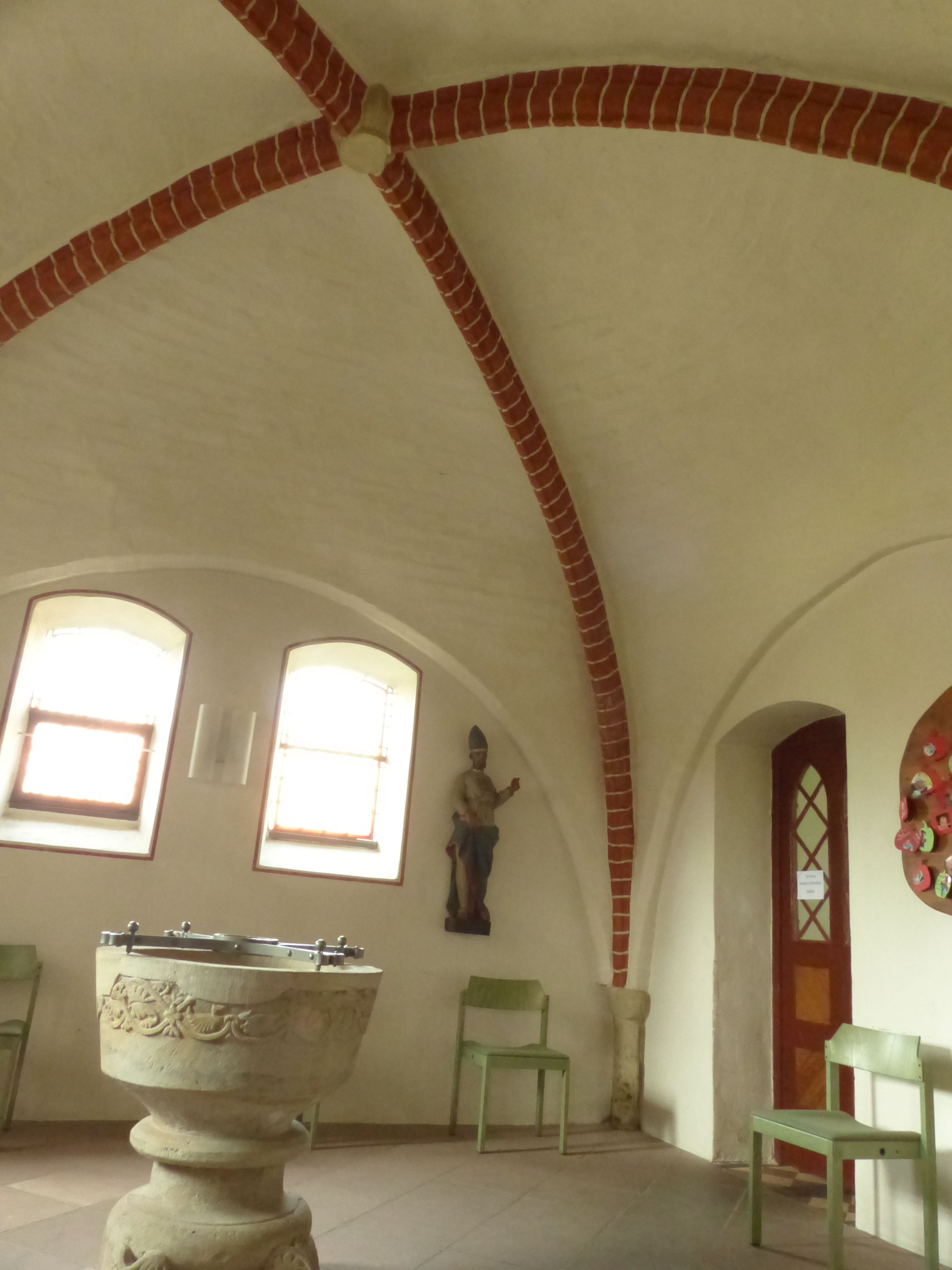
Taufstein in der spätgotischen ehem. Sakristei
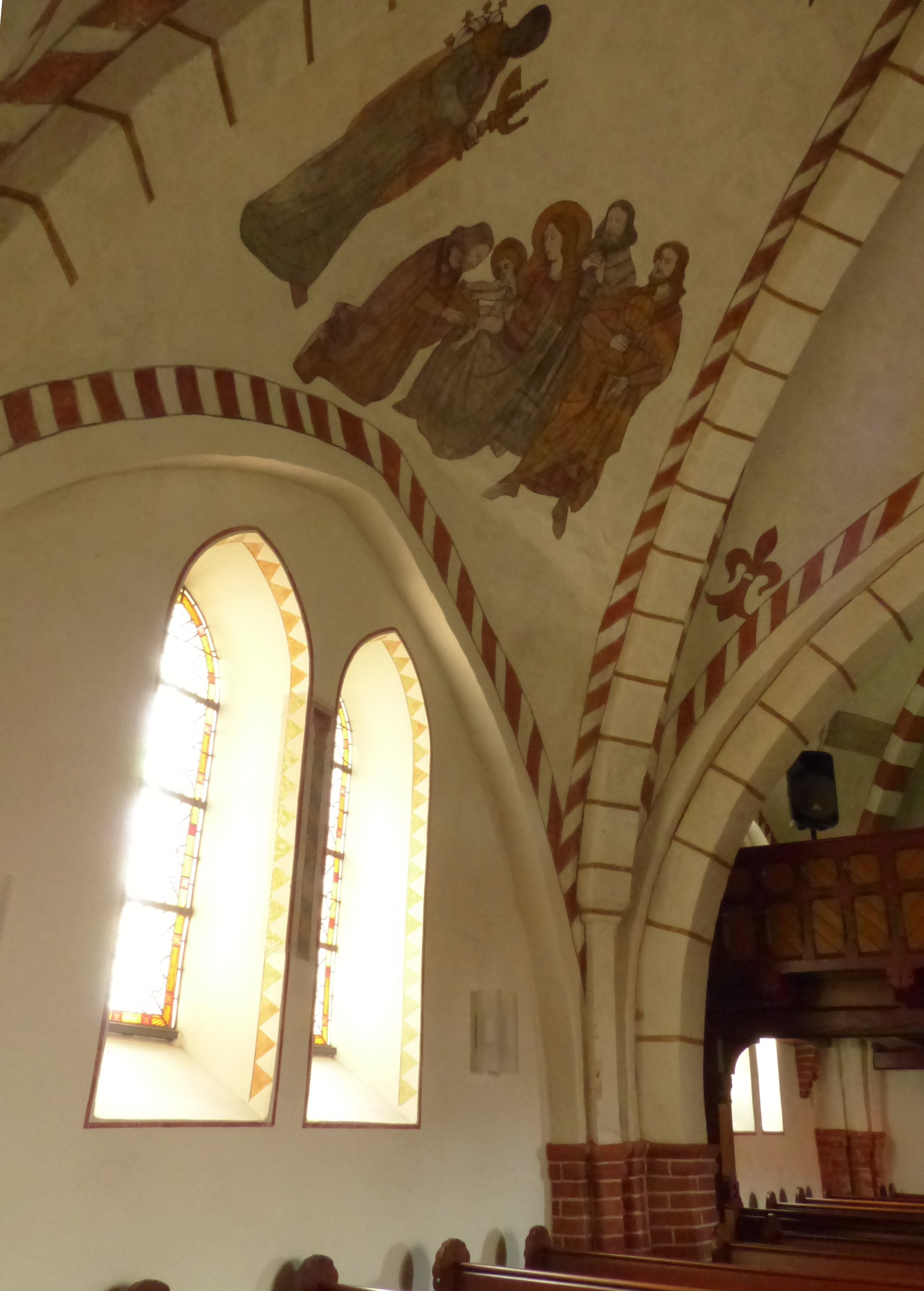
Schiff nach Südwesten, Anbetung Jesu durch die Könige
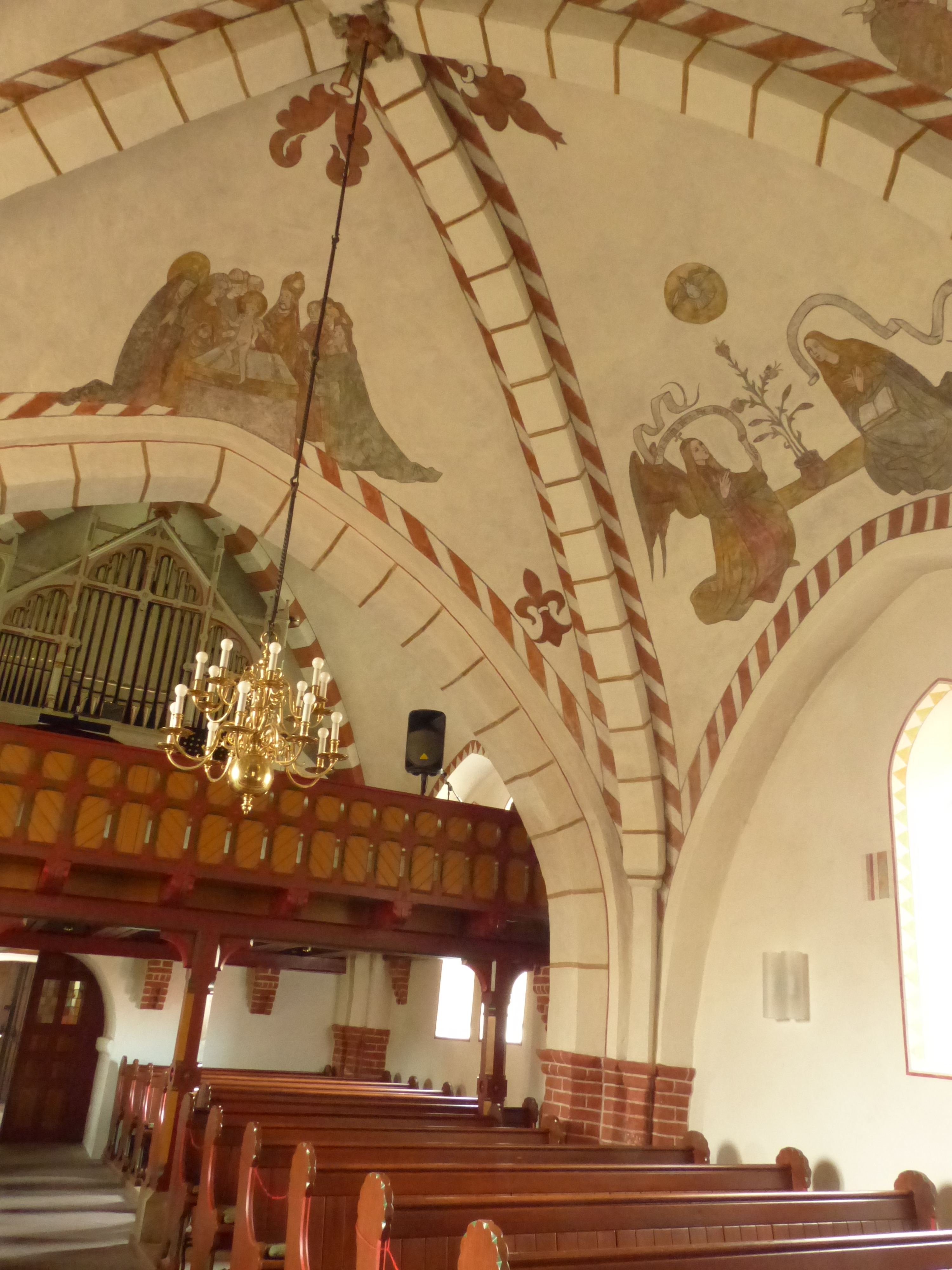
Schiff mit Orgelempore, rechts Mariä Heimsuchung

Zur Rechten Jesu ist das himmlische Jerusalem zu sehen. In seinen beiden Toren sitzen Petrus mit dem Himmelsschlüssel und Abraham mit den Seelen seiner zahllosen Nachkommen. Engel führen die Seligen in den Himmel. Zwei müssen von Engeln hineingetragen werden. Über ihnen schwebt die fürbittende Maria.
Bei der Darstellung der Hölle gibt es in Riede eine Besonderheit. Denn hier werden zur Linken Jesu die Verdammten zunächst in das Fegefeuer getrieben, um danach einzeln oder in einer Gruppe mit einem Strick zusammengebunden in den weit aufgerissenen Höllenschlund getrieben zu werden. Unter ihnen sind gekrönte und mitrierte Häupter, Junge und Alte, Männer und Frauen. Auch die Frau mit dem Butterfass darf nicht fehlen. Sie hat sich dem Teufel zu Lebzeiten verkauft, stellt mithin eine Hexe dar.
Gegenüber dem Jüngsten Gericht mit dem Ende der Welt ist der biblische Beginn der Welt dargestellt: Ein jugendlicher Gott führt Adam und Eva zusammen. Die beiden übertraten jedoch Gottes Gebot und sündigten, indem sie von dem verbotenen Baum essen. Die Rieder Schlange hat keinen Schlangen-, sondern einen Frauenkopf. Die Flügel sollen andeuten, dass es sich um den Teufel handelt. Sie hält einen zweiten Apfel in ihrer Hand. Das deutet entweder die Bewegung der Apfelübergabe an, oder sie hielt einen zweiten Apfel für Adam parat. Mit ihrem Zeigefinger beschwichtigte sie wohl Evas Skrupel, Gottes Gebot zu übertreten. „Ihr werdet sein wie Gott“, flüsterte sie ihr ein, es folgte der Rauswurf aus dem Paradies.
Den Gläubigen wurde mit den Fresken über dem Altar eindringlich klargemacht, dass es sich lohnt, nach den Geboten Gottes zu leben.
Im zweiten Gewölbe werden sie in vier Szenen auf das Leben Jesu hingewiesen: Die Verkündigung durch den Engel Gabriel, die Geburt Jesu, die Anbetung durch die drei Könige und die Darstellung Jesu im Tempel. Und was verkündeten die Engel den Hirten auf dem Felde? „Heute ist euch in der Stadt Davids der Retter geboren“ (Lk 2,11 ). Und in seinem Lobgesang sang der greise Simeon: „Denn meine Augen haben das Heil gesehen, das du vor allen Völkern bereitet hast.“ (Lk 2,30 ).
Im Chor sind an der Nordwand der Hl. Christophorus und der Patron der Kirche, der Apostel Andreas, abgebildet. Christophorus gehörte zu den Heiligen, die Martin Luther nicht verabscheute. Wohl wissend, dass seine Legende nicht historisch war, betrachtete er ihn als Vorbild eines Gottsuchers. St. Andreas gegenüber an der Südwand sieht man den Apostel Philippus. Rechts vom Altar ist der Tabernakel mit gotischen Verzierungen umrahmt. Über ihm tragen zwei Engel eine Monstranz.
Auf dem Gewölbe über der Orgel ist ein verkürzter Totentanz zu sehen. Er besteht aus einer vornehmen Frau mit einer Taube in Händen und den Tod als Schnitter mit Sense. Interessanterweise besteht der Rieder Tod nicht aus einem Gerippe, sondern aus einem Menschen, an dessen verwesendem Körper die Schlangen sich laben. Die Taube war in der Antike ein Symbol für Sanftmut, Einfalt und Unschuld. Man glaubte, sie besitze keine Galle und seien daher von allem Bösen frei. Die Schlange gilt in der Bibel als Widersacher des Göttlichen, der einen harmonischen, paradiesischen Zustand zerstört.

### Orgel
1900 wurde im ersten Gewölbe der Kirche eine Empore eingebaut, auf dem die neue Orgel Platz hatte. Die heutige mit 13 Registern ist ein Werk des Hannoveraner Orgelbauers Emil Hammer von 1981.

### Glocken

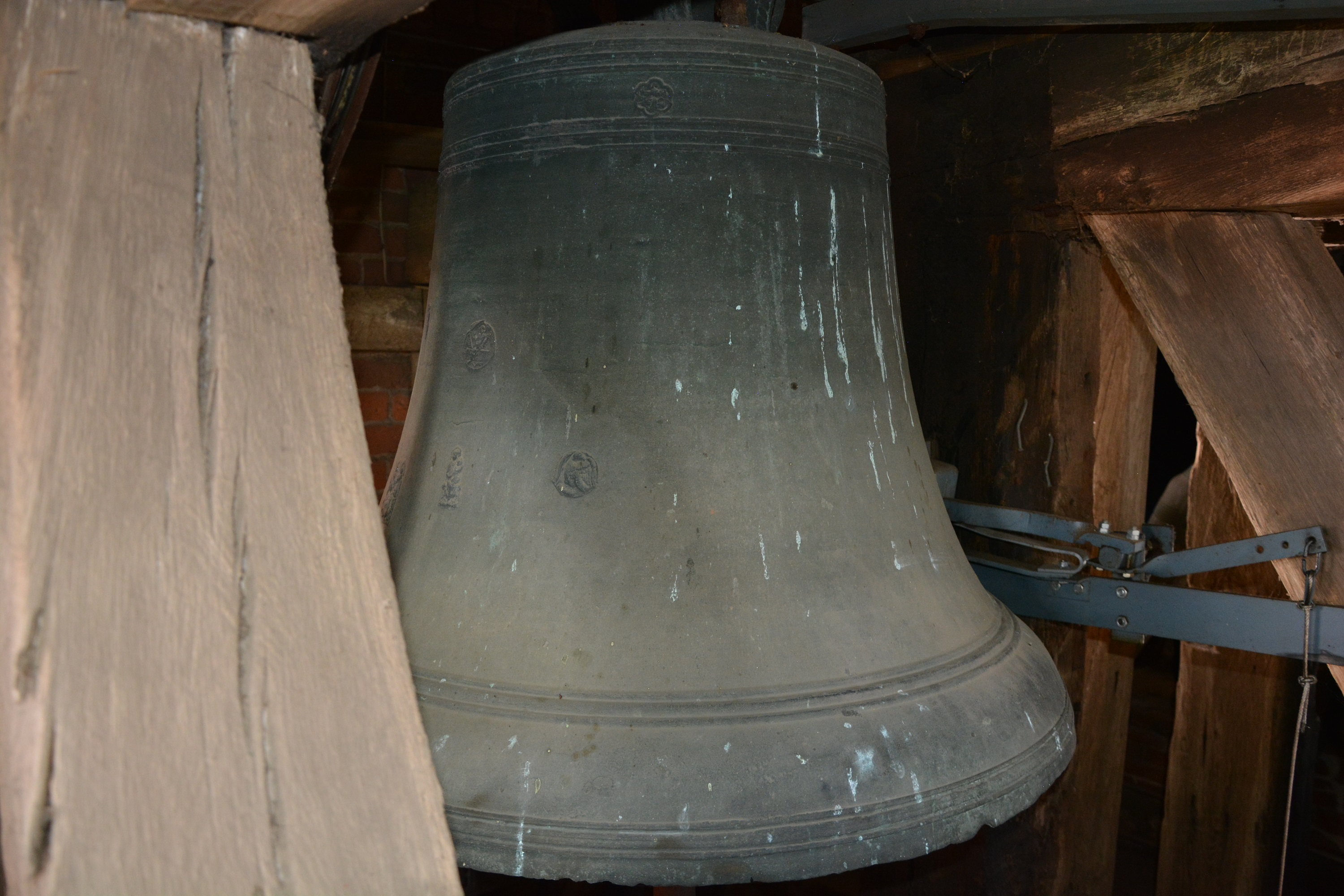
Die Bauernglocke

Die Kirche hat vier Glocken. Die Bauernglocke ist die zweitgrößte Glocke; sie wurde 1320 von den Bauern angeschafft. Eine Sage berichtet, dass der Erzbischof von Bremen keinen Erfolg hatte, sie anzukaufen, trotz sehr hoher Summen, die er bot. Zuletzt sollte die umgekehrte Glocke, mit einem Durchmesser von 111 Zentimetern, mit den Silberstücken der Bremer Grote als Kaufpreis gefüllt werden; die Rieder verkauften aber nicht.
| Nr. | Gussjahr | Gießer, Gussort          | Durchmesser (mm) | Masse (kg) | Nominal (HT-1/16) |
| --- | -------- | ------------------------ | ---------------- | ---------- | ----------------- |
| 1   | 1705     | Christian Voigt (Minden) | 1261             | 1260       | e1-5              |
| 2   | um 1320  | unbezeichnet             | 1119             | 0930       | g1-2              |
| 3   | 1960     | Gebr. Rincker (Sinn)     | 0907             | 0450       | h1-3              |
| 4   | 1960     | Gebr. Rincker (Sinn)     | 0814             | 0300       | c2-2              |